# Mormia insignis
Mormia insignis és una espècie d'insecte dípter pertanyent a la família dels psicòdids.

## Descripció
- Mascle: occipuci lleugerament elevat i arrodonit; fèmur més llarg que la tíbia; antenes de 0,93-0,99 mm de llargària i ales d'1,30-1,47 mm de longitud i 0,35-0,42 mm d'amplada.
- Femella: similar al mascle, però amb el lòbul apical de la placa subgenital en forma de "V"; antenes de 0,60-0,65 mm de llargada i ales d'1,40-1,62 mm de longitud i 0,40-0,47 mm d'amplada.[3]

## Distribució geogràfica
Es troba a Indonèsia: Papua Occidental.